# Вронские
Вро́нские (пол. Wroński) — русско-польско-украинский дворянский род, гербов Елень, Брохвич, Косцеша.
Род разделился на три ветви, связь между которыми не установлена. Родоначальник первой ветви Ян (Иван) Вронский, за отличие в войну против России получил от польского короля Владислава IV село Юхново в Новгород-Северском уезде (1634). Сыновья его Фёдор и Пётр, по присоединении Северской области к России, поступили в русское подданство. Потомки их служили в малороссийских казачьих полках и владели поместьями в Полтавской и Черниговской губерниях, где род этот внесён в VI часть родословной книги.
Вторая ветвь происходит от Александра Вронского, бывшего в конце XVII века ротмистром панцирным. Его сын Симон участвовал в избрании на престол Августа II (1697). Этот род внесён в I часть родословной книги Подольской губернии.
Родоначальником третьей ветви был Фома Вронский, помещик Пинского уезда (1693). Его потомство внесено в VI часть родословной книги Волынской губернии.

## Описание герба
первой ветви
В щите имеющем красное поле изображён серебряный олень, обращённый в правую сторону.
Щит увенчан дворянским шлемом с дворянскою на нём короною, на поверхности которой видны два оленьих рога. Намёт на щите красный, подложенный серебром. Герб рода Вронских внесён в Часть 6 Общего гербовника дворянских родов Всероссийской империи, стр. 142

### гербы польских Вронских
- Graban
- Косцеша
- Любич